# Kasteel Steinvikholm

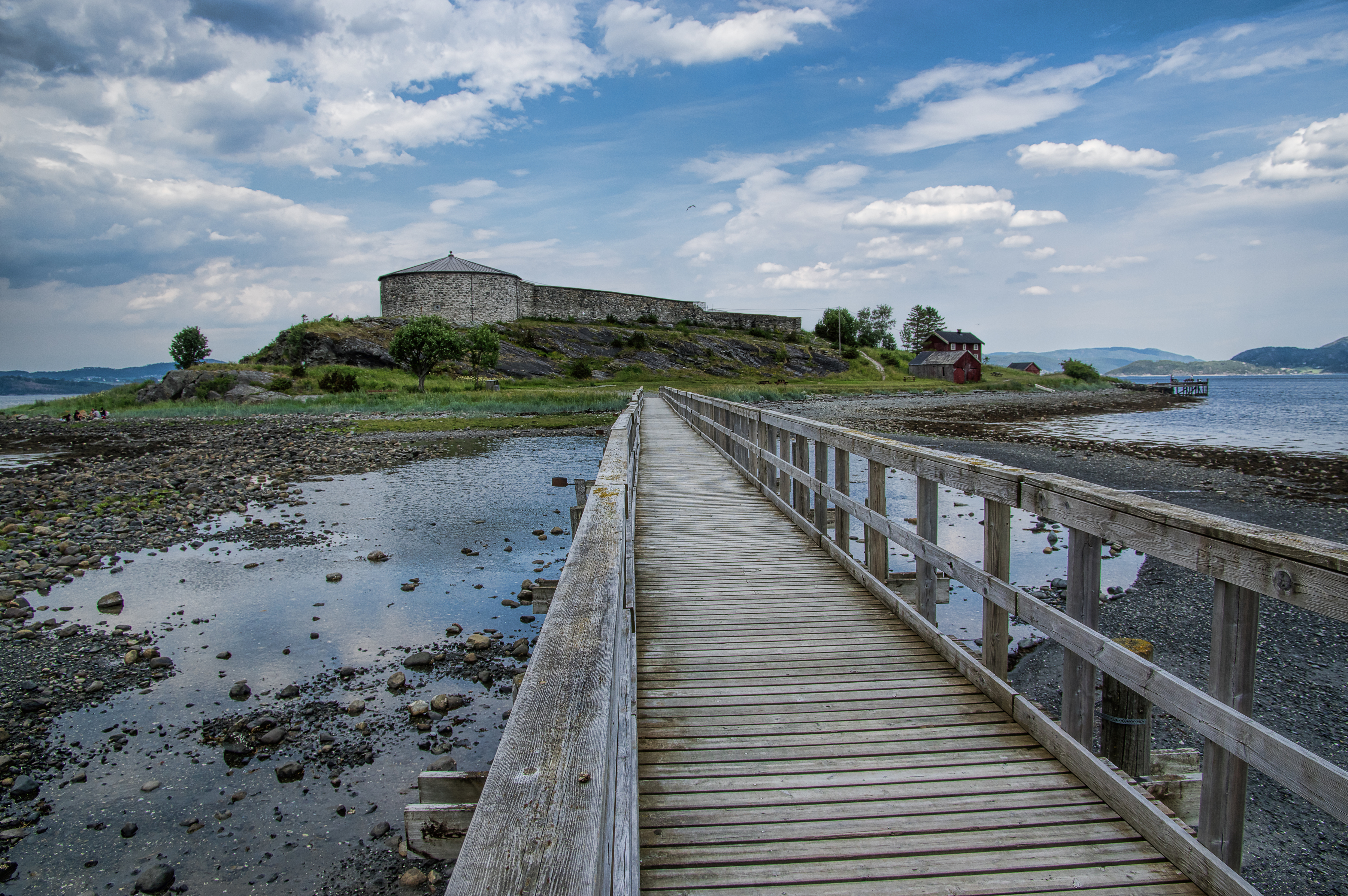
Steinvikholmen.

Kasteel Steinvikholm ('Steinvikholm slott') is een forteiland op het schiereiland Skatval, nabij Stjørdal in Trøndelag, Noorwegen. Het kasteel werd gebouwd gedurende 7 jaar, van 1525 tot 1532 door de laatste katholieke aartsbisschop Olav Engelbrektsson. Steinvikholm werd een sterke vesting in de periode toen het gebouwd werd en is een van de grootste bouwwerken in Noorwegen die ontstond in de late middeleeuwen.

## Geschiedenis
Het kasteel neemt ongeveer de helft van het eiland, dat merendeels beheerst wordt door rotsen, in beslag. Doordat er geen waterbron aanwezig was in de bodem, moesten de bewoners hun water op het vasteland halen. Een houten brug was de enige verbinding tussen het eiland en het vasteland. Hoewel de constructie van het kasteel een bekend fenomeen was binnen Europa in 1525, voldeden de verdedigingswerken aan de eisen om een eventuele belegering met het verbeterde geschut als kanonnen en buskruit aan te kunnen.
Het kasteel werd gebouwd in opdracht van Olav Engelbrektsson nadat deze was teruggekeerd van zijn bezoek aan de Paus in Rome. Hij speelde in op een mogelijk militair en geloofsconflict. Het verzet van Engelbrektsson tegen de opkomende Deense overheersing escaleerde, eerste tegen Frederik I van Denemarken en daarna tegen diens opvolger Christiaan III van Denemarken. Kasteel Steinvikholm en de Nidarholm Abdij bleven als enige katholieke militaire steunpunten over in Noorwegen. In april 1537 wisten de Deens-Noorse reformanten de bisschop te verdrijven, waarna de bisschop in ballingschap leefde in Lier in de Nederlanden tot zijn dood op 7 februari 1538.
- In 1993 componeerde Edvard Hoem een opera over 'Olav Engelbrektsson' die elke zomer op Steinvikholm wordt opgevoerd met muziek van Henning Sommerro.

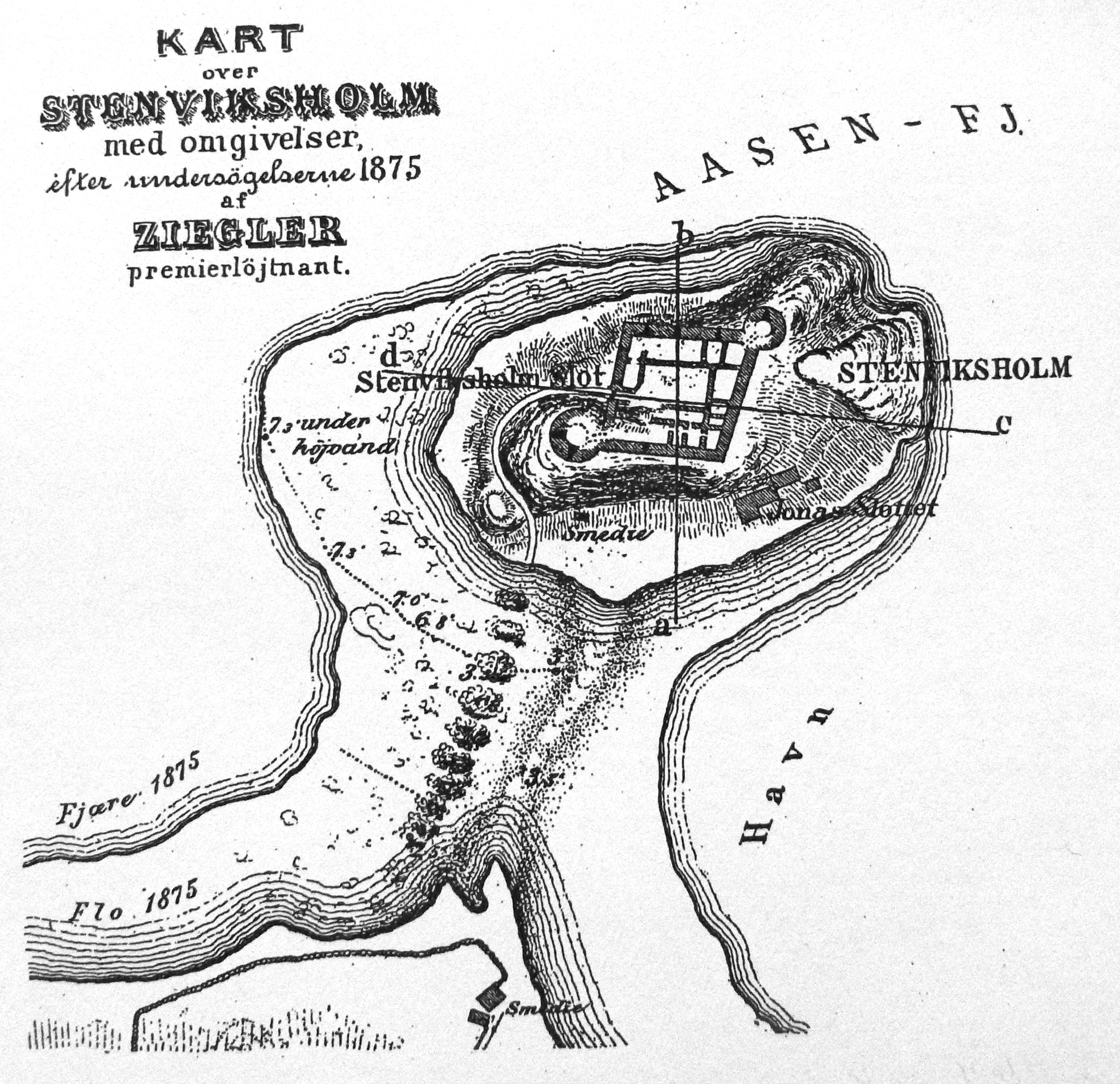
Plattegrond uit 1875
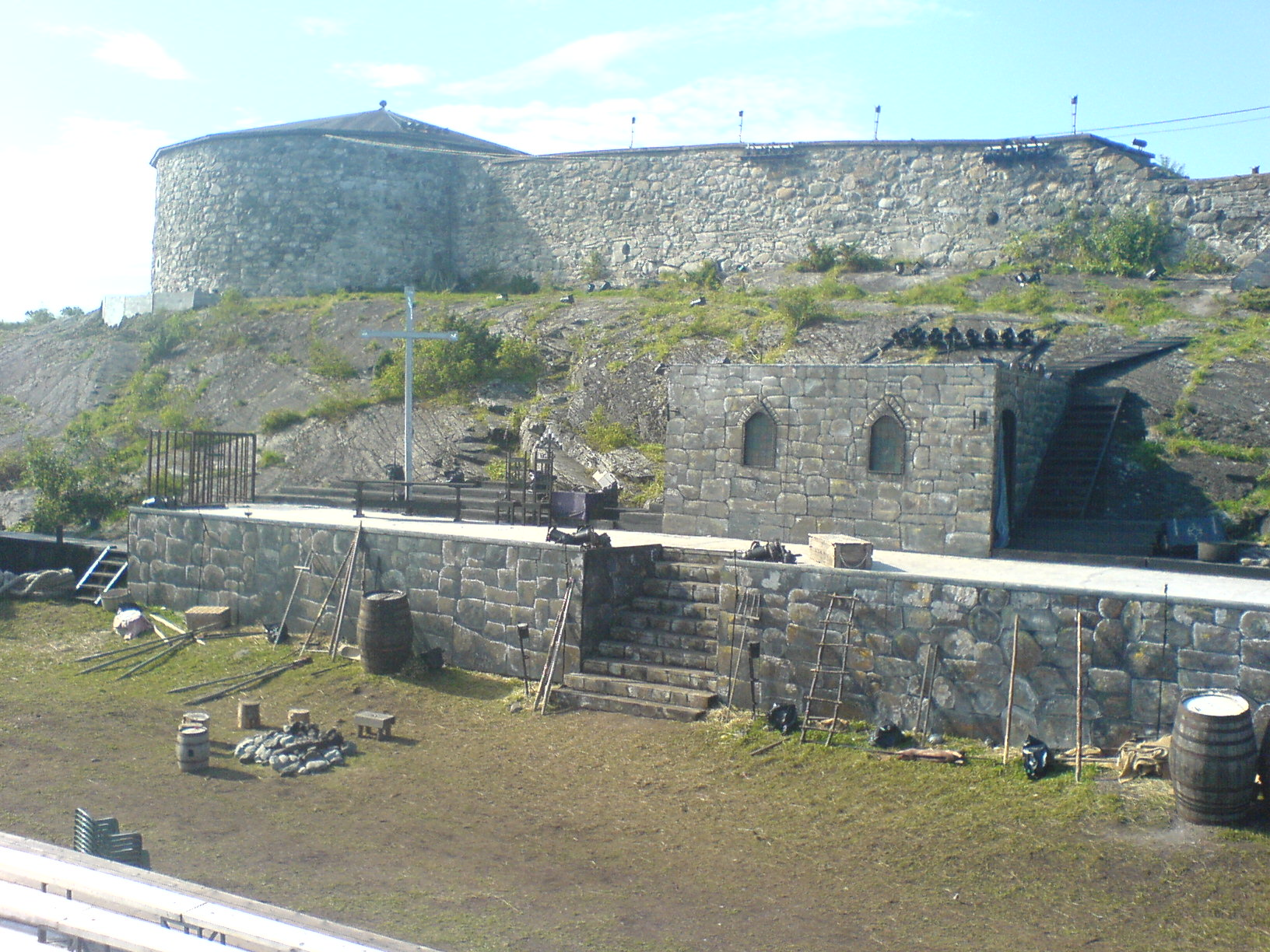
Landingszijde
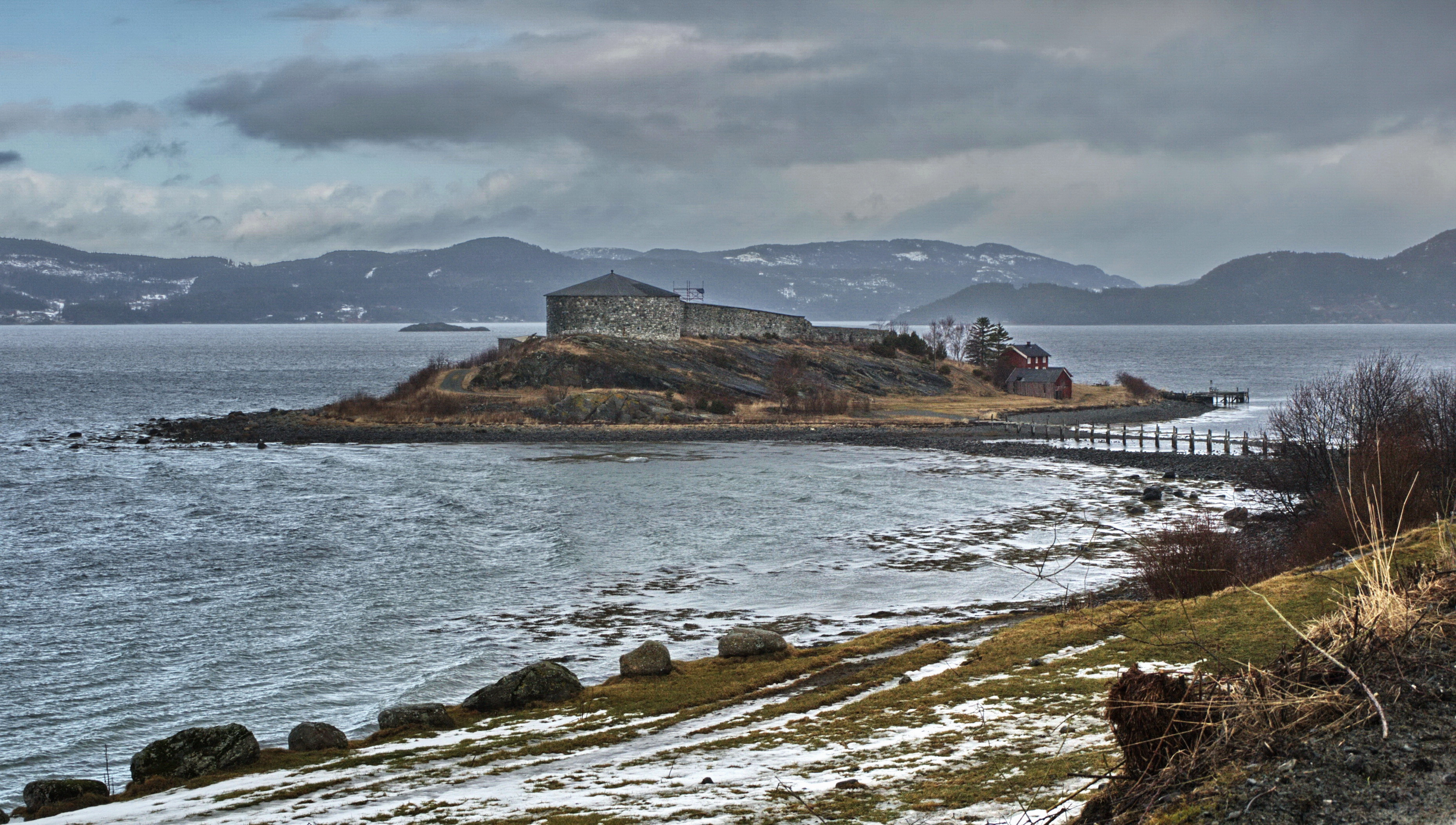
Kasteel Steinvikholm
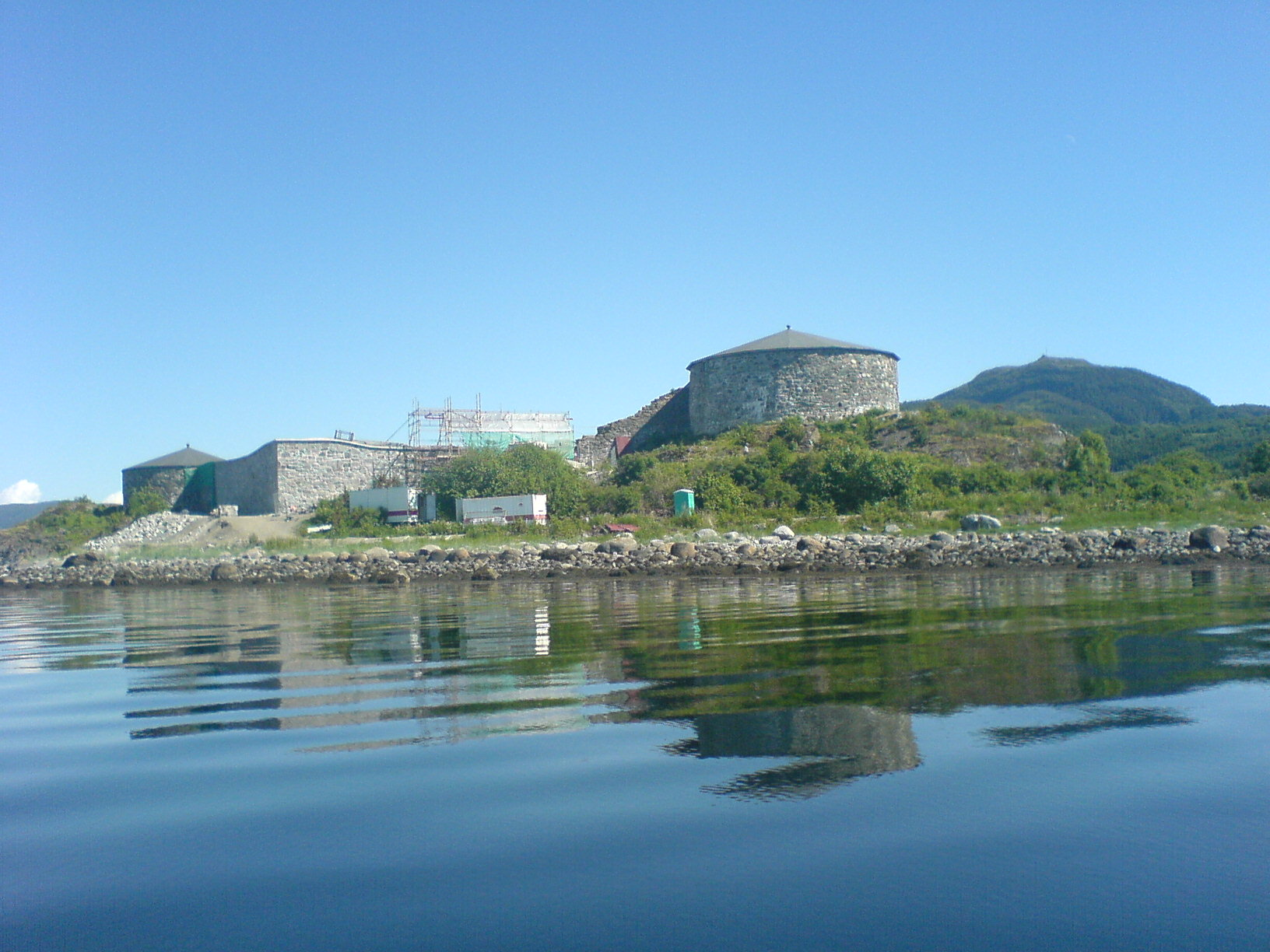